# Rue Magin
La rue Magin est une voie publique de Nantes, en France.

## Situation et accès
Située dans le quartier de l'île de Nantes, cette artère, longue d'environ 150 mètres, qui est bitumée et ouverte à la circulation routière, relie la rue Arthur-III à la rue Julien-Videment.

## Origine du nom
La voie est baptisée en l'honneur d'un certain Magin, architecte et ingénieur de la Marine, qui fit construire des digues entre les prairies au Duc et Biesse, entre celle-ci et le Bois-Joly. Il étudia aussi les travaux à faire pour améliorer la navigation de la Loire entre Nantes et Paimbœuf.

## Historique
La rue est percée à la fin du XIXe siècle et est mentionnée dans un procès-verbal de 1888, où elle « était encore dite à l’état de sol naturel, qu’il ne s’y trouve qu’une seule habitation, celle du propriétaire, et qu’elle aboutit à la rue des Chantiers, qui est une voie privée ».